# Культура Сюньтанпу
Культу́ра Сюньтанпу́ (кит. трад.: 訊塘埔文化; піньїнь: Xùntángpǔ wénhuà) — доісторична археологічна культура середнього неоліту на Тайвані. Вона була спочатку названа істориком Шен Цінї в 1960-х роках «Культурою Лаобеншань». Відомими знахідками є кераміка з коричневого піску.
З початку 1990-х років археолог Лю Їчан використовував знахідки культури Лаобеншань для дослідження культури Дабенькен через схожість матеріалу для виготовлення кераміки. Групу знахідок, що в основному складалися з піщаної та помаранчевої глиняної кераміки було виділено в окремий культурний тип і офіційно названо культурою Сюньтанпу в 2001 році.

## Ареал проживання
Основними районами поширення цієї культури є Тайбейська улоговина, обидві сторони нижньої течії річки Тамсуй і північне узбережжя Тайваня. Крайня південна межа поширення досягає околиць платформи Боґунґан у районі Яймей міста Таоюань, а на сході до північно-східного кута рівнини Їлань. Рештки культури в основному поширені в низьких і плоских прибережних районах: дюнах, рівнинах, на плато і пагорбах.
Пам'ятка цієї культури була також відкрита в північно-західній частині Тайбея та в басейні річки Кілунг. Наразі не виявлено, щоб представники Сюньтанпу мігрували на плато чи горбисту місцевість, вищу за середню течію річок.
В місті Тайбей знаходяться такі основні стоянки: Дачжувей (кит. 大竹圍) та Ваньлі (кит. 萬里) в районі Ваньлі, Ляомейшань (кит. 老梅) в районі Саньчжи, Міньчжуґун № 3 (кит. 民主公), Лаобен (кит. 老崩), Ґанцзибін (кит.港子平) в районі Даньшуй, Яньсі Пуцзяо (кит. 演戲埔腳), Сюньтанпу (кит. 訊塘埔) в районі Балі, Юаньшань (кит. 圓山), Чжиуюань (кит. 植物園) тощо.

## Реманент і знаряддя праці
Кераміка культури Сюньтанпу в основному виготовлена з коричневого піску, помаранчевої глини і звичайного піску. Решта видів кераміки не так багато. Текстура кераміки часто містить зерна піроксенової породи або інші зерна піску, поверхня згладжена й пофарбована в червоний колір. Мотузкові візерунки зазвичай зустрічаються нижче краю горла глечика, і більшість посудин — це горщики з круглим дном і опуклими черевцями, деякі з яких мають низькі проколені ніжки. Деякі з них, низькі горщики з коротким горлом, подібні до тих, що зустрічаються на стоянках культури Дабенькен.
Зустрічаються кам'яні знаряддя, наприклад, тесла, долота, звичайні та поліровані сокири, молотки та увігнуті камені. Зокрема, увігнуті камені є найпоширенішими. Знайдено невелику кількість нефритових виробів, різців, декоративних трубчастих намистин та підвісок.

## Культурні зв'язки
Ця культура появилася на пізньому етапі культури Дабенькен. Час її існування сягає приблизно 2500—1500 рр. до н. е. В ці часи червона кераміка зі шнуровими візерунками набула найбільшої популярності на Тайвані. До знайденого реманенту культури Сюньтанпу дуже близькою є шнурова кераміка Дабенькен, демонструючи культурний зв'язок.